# Dominion (série de televisão)
Dominion é uma série de televisão de ação apocalíptica e sobrenatural estadunidense criada por Vaun Wilmott. Foi baseado no filme Legion, escrito por  Peter Schink e Scott Stewart. Em dezembro de 2013, o canal Syfy exibiu um episódio piloto e a série começou a ser transmitida pelo canal a partir de 19 de junho de 2014. A série foi filmada na Cidade do Cabo, na África do Sul.

## Produção

### História
Deus desaparece e, em sua ausência, o arcanjo Gabriel e seu exército de anjos inferiores - também conhecidos como "cães do céu" - entram em guerra contra a humanidade, creditando aos humanos a causa pelo sumiço de Deus. Embora a maioria dos anjos elevados tenha optado por não interferir, permanecendo neutros, diante dos planos do arcanjo, os anjos inferiores descem à terra e se apoderam dos humanos, criando um exércio de olhos negros, para lutar ao lado de Gabriel. 25 anos depois disso, a humanidade sobrevive com a ajuda do arcanjo Miguel, que escolheu ficar ao lado dos humanos, em algumas cidades fortificadas. Ele vive em Vegas, uma cidade construída sobre a antiga Las Vegas, a maior cidade existente que é disputada pelas duas famílias no poder: os Riesen, que governam a cidade, e os Whele, cujo patriarca tem status de cônsul. Miguel, porém, revelou que existe uma criança capaz de salvar o mundo e seria reconhecida pelas marcas do seu corpo, que são palavras e orientações escritas e deixadas pelo próprios Deus, antes dele desaparecer. Por motivo de segurança, o arcanjo escondeu o menino, enquanto a humanidade aguarda a manifestação de "O Escolhido". Ao mesmo tempo, um soldado rebelde inicia uma jornada perigosa, enquanto a batalha entre anjos e humanos só aumenta. Ele descobre que é o "Escolhido" e rejeita o seu papel, mas, a ameaça à cidade de Vega o obriga a proteger seu povo.

### Local das filmagens
O episódio piloto foi filmado na cidade de Cidade do Cabo, na África do Sul, por oferecer o clima quente e "adequado aos cenários". Dentre outros motivos, a cidade foi escolhida pois, segundo o presidente da Syfy, Dave Howe, a série se tornará, assim como Defiance e Helix, a próxima grande série de alta qualidade do canal, e não seria economicamente viável filmar um programa de TV como Dominion na Califórnia, por exemplo. Vários países em todo o mundo foram analisados, incluindo os Estados Unidos, a Nova Zelândia e a Austrália, mas o "valor de custo da produção, a força de trabalho e o lindo cenário que poderia se obter dali" fizeram com que a equipe escolhesse a Cidade do Cabo.

## Temporadas
| Temporada | Temporada | Episódios | Exibição            | Exibição             |
| Temporada | Temporada | Episódios | Início da Temporada | Final da Temporada   |
| --------- | --------- | --------- | ------------------- | -------------------- |
|           | 1         | 8         | 19 de junho de 2014 | 7 de agosto de 2014  |
|           | 2         | 13        | 9 de julho de 2015  | 1 de outubro de 2015 |